# Leptodactylus rhodonotus
Leptodactylus rhodonotus là một loài ếch thuộc họ Leptodactylidae.
Loài này có ở Bolivia, Brasil, Colombia, và Peru.
Môi trường sống tự nhiên của chúng là rừng ẩm vùng đất thấp nhiệt đới hoặc cận nhiệt đới, vùng núi ẩm nhiệt đới hoặc cận nhiệt đới, sông có nước theo mùa, đầm nước, đầm nước ngọt, đầm nước ngọt có nước theo mùa, đất canh tác, vườn nông thôn, rừng trước đây suy thoái nghiêm trọng, ao nuôi trồng thủy sản, đất có tưới tiêu, và kênh đào và mương rãnh.